# 馬來西亞航空2133號班機空難
馬來西亞航空2133號班機（MAS2133，MH2133）是由亞庇飛往斗湖的馬來西亞國內航班。1995年9月15日，該班機在斗湖降落時墜入一片棚戶區，導致機上34人遇難，19人受傷。
首相马哈迪·莫哈末表示，应该进行彻底调查，以确定事故原因。他也表示政府将提供一切可能的协助。

## 經過
1995年9月15日，MH2133號班機由一架1990年製造，生產序列號為20174，註冊編號為9M-MGH的福克50型支線飛機執行，載有49名乘客、2名飛行員和2名乘務員，預定飛行時間為1小時。
當地時間12時22分，飛機正向斗湖機場17跑道進近，但落在跑道外500米處，在試圖復飛時墜落於機場外的一個居住著來自菲律賓及印度尼西亞的非法移民的棚戶區並發生爆炸，機上34人遇難。2名飛行員全部遇難，2名乘務員和17名乘客生還。而當天斗湖的能見度及天氣均良好。事发后，交通部长林良实、马航主席达祖丁和民航局高级官员前往视察。林良实指示立即对坠机事件进行调查，一旦调查完成，将尽快完成所有程序，包括向受害者支付保险金。首相马哈迪·莫哈末和副首相安华·依布拉欣也对事故表达哀悼。
據調查報告顯示，機長在飛行中做出錯誤決定且未能遵循標準操作程序是事故的主因，副機長亦未能將飛機的險情告知機長。此外，航空交通管制員未能給予其管制範圍內的2133號班機正確指示。